# Grandezza in eccesso
In termodinamica una grandezza in eccesso (in inglese excess property) è definita come la differenza tra i valori di una grandezza termodinamica di una miscela in condizioni reali (o attuali) e in condizioni ideali (mantenendo costanti la pressione, la temperatura, e la composizione).

In altre parole, le grandezze in eccesso esprimono le deviazioni di una miscela dall'idealità.
Indicando con {\displaystyle M} la grandezza di un componente {\displaystyle i} nella miscela reale, {\displaystyle M^{id}} la grandezza nella miscela ideale, e {\displaystyle M^{E}} la grandezza in eccesso, sussiste la relazione:
{\displaystyle M^{E}=M-M^{id}}
Così espressa, il valore di una grandezza in eccesso non è accessibile. Dobbiamo invece riferirci alla grandezza in eccesso parziale di un componente {\displaystyle i} della miscela:
{\displaystyle {\bar {M}}_{i}^{E}={\bar {M}}_{i}-{\bar {M}}_{i}^{id}}
In cui il soprassegno ({\displaystyle {\bar {*}}} ) sta ad indicare che stiamo trattando grandezze parziali.
La definizione di grandezza in eccesso è analoga a quella di grandezza residua, con la quale non va confusa.
Alcune tra le grandezze in eccesso più utilizzate in ambito termodinamico sono il volume in eccesso, l'entropia in eccesso, l'entalpia in eccesso e l'energia libera di Gibbs in eccesso, definite dalle seguenti relazioni:
{\displaystyle {\bar {V}}_{i}^{E}={\bar {V}}_{i}-{\bar {V}}_{i}^{id}}
{\displaystyle {\bar {S}}_{i}^{E}={\bar {S}}_{i}-{\bar {S}}_{i}^{id}}
{\displaystyle {\bar {H}}_{i}^{E}={\bar {H}}_{i}-{\bar {H}}_{i}^{id}}
{\displaystyle {\bar {G}}_{i}^{E}={\bar {G}}_{i}-{\bar {G}}_{i}^{id}}
La definizione di energia libera di Gibbs in eccesso è utile nella determinazione dei coefficienti di attività.